# Mario Lavista
Mario Lavista Camacho (Mexico-Stad, 3 april 1943 – aldaar, 4 november 2021) was een Mexicaanse componist, schrijver en lid van het El Colegio Nacional.

## Leven en carrière
Lavista werd geboren in Mexico-Stad. In 1963 schreef hij zich in aan de compositieworkshop (Taller de Composición) van het Nationaal Conservatorium van Mexico, onder leiding van Carlos Chávez, Héctor Quintana, en Rodolfo Halffter. In 1967 kreeg hij een beurs van de Franse regering om te studeren aan de Schola Cantorum in Parijs, waar hij les kreeg van Jean-Étienne Marie. Tijdens zijn verblijf in Europa volgde hij cursussen bij Henri Pousseur, Nadia Boulanger, Christoph Caskel, en Karlheinz Stockhausen.
In 1970 richtte hij Quanta op, een collectieve improvisatiegroep. In 1972 werkte hij ook in de elektronische muziekstudio van radio en televisie in Tokio. Aan het eind van de jaren 70 en het begin van de jaren 80 werkte hij nauw samen met gerenommeerde uitvoerders in solo- en kamermuziekwerken, waarin hij ongebruikelijke klankkleurmogelijkheden verkende door het gebruik van uitgebreide technieken. In 1982 richtte hij Pauta op, een van de belangrijkste muziektijdschriften in Latijns-Amerika, waarvan hij tot aan zijn overlijden hoofdredacteur was. In 1987 ontving hij een Guggenheim Fellowship-prijs voor zijn eerste (en enige) opera, genaamd Aura, gebaseerd op het korte verhaal van Carlos Fuentes. Aura ging in 1988 in première in het Palacio de Bellas Artes in Mexico-Stad.

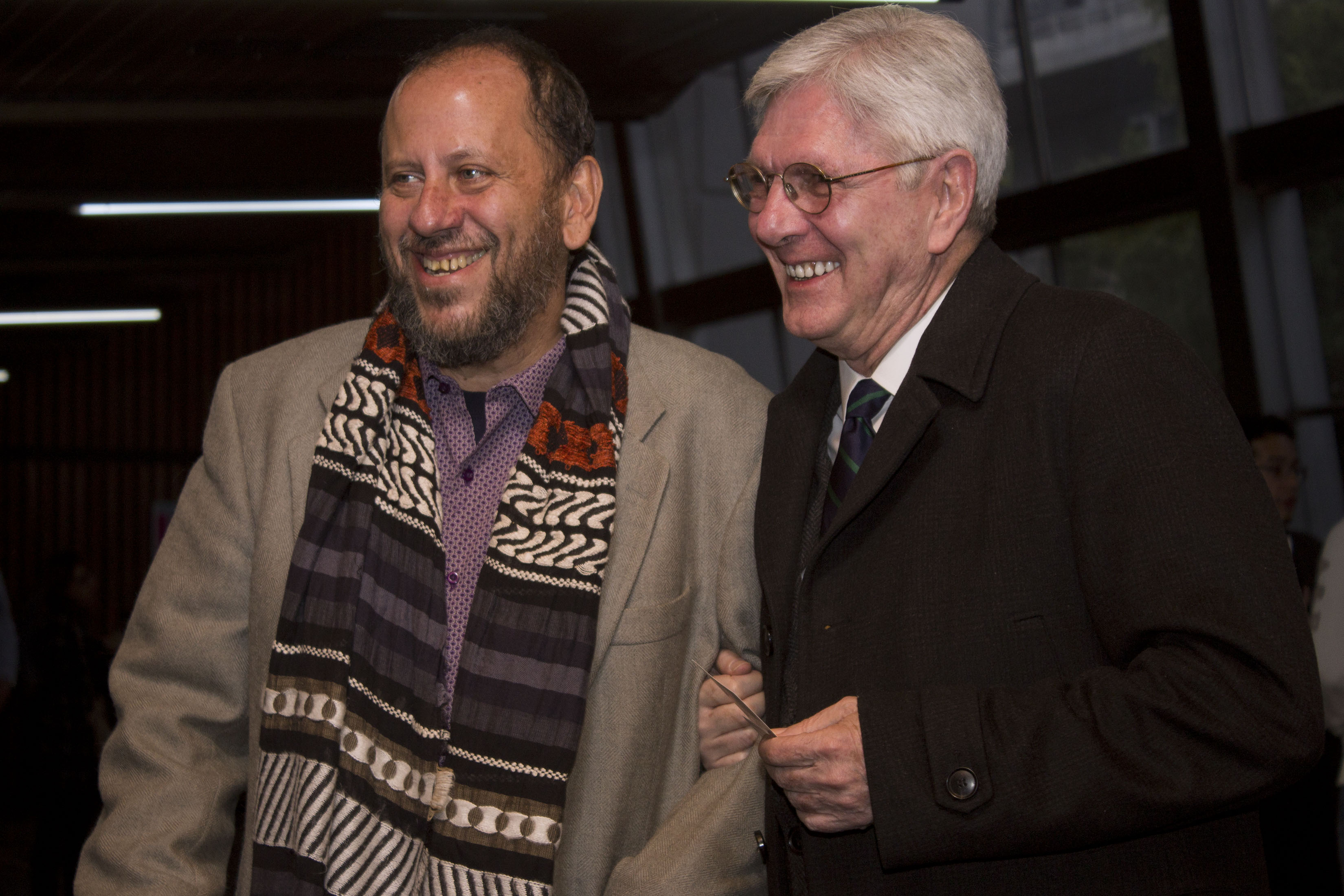
Lavista op een concert ter gelegenheid van zijn 75ste verjaardag

Lavista benaderde religieuze genres in een reeks composities waarin hij gebruik maakte van Middeleeuwse en Renaissance procedures, zoals het symbolische gebruik van bepaalde intervallen, canonische permutaties, en isoritme, het duidelijkst in de Missa ad Consolationis Dominam Nostram, een centraal werk in zijn oeuvre.
Hij ontving meerdere prijzen en onderscheidingen: Premio Nacional de Ciencias y Artes en de Medalla Mozart in 1991, een eervolle vermelding van het Sistema Nacional de Creadores del Fondo Nacional para la Cultura y las Artes in 1993, en lidmaatschap van het prestigieuze El Colegio Nacional sinds 1998. Lavista's werken worden regelmatig uitgevoerd in Europa en in heel Amerika, waar hij regelmatig heen reisde om lezingen en seminars over compositie te geven. Sinds 1970 doceerde hij muziekanalyse en compositie aan het Nationaal Conservatorium in Mexico-Stad. Daarnaast was hij gastdocent aan de Universiteit van Chicago, Cornell University, de University of California San Diego, Indiana University, McGill University, University of North Texas en de University of New Mexico. Ook deed hij mee aan het Carlos Prieto International Cello Competition in 2019 als jurylid.
Hij componeerde toneelmuziek, filmmuziek (meestal in samenwerking met Nicolás Echevarría), orkestwerken en vocale muziek. In 2013 won Lavista de Tomás Luis de Victoria compositieprijs, de belangrijkste erkenning voor muzikale creativiteit voor Ibero-Amerikaanse componisten.
Mario Lavista overleed aan kanker op 4 november 2021 in Mexico-Stad op 78-jarige leeftijd.

## Werk

### Kamermuziek
- Antifonia, gemengd kwintet
- Cante, gitaarensemble
- Canto del Alba, fluit solo
- Cinco Danzas Breves, houtblaaskwintet
- Cuaderno de Viaje, altviool of violoncello solo
- Danza de las Bailarinas de Degas, fluit en klavier
- Diacronia, strijkkwartet
- Dialogos, viool en klavier
- Elegia (a la muerte de Nacho), fluit en klavier
- Gargantua, strijkkwartet en houtblazersensemble
- Lacrymosa, kamerorkest
- Marsias, hobo en ensemble
- Natarayah, solo gitaar
- Quotations, violoncello en klavier
- Reflejos de la Noche, strijkorkest of strijkkwartet
- Responsorio in Memoriam Rodolfo Halffter, fagot en ensemble
- String Quartet No. 6
- Tres Danzas Seculares, violoncello en klavier

### Orkestwerken
- Sinfonia Modal
- Cello Concerto
- Clepsidra
- Ficciones
- Hacia el Comienzo
- Lyhannh

### Nummers
- Dos Canciones, stem en piano

### Solo keyboard
- Mater Dolorosa, orgel solo
- Pieza Para un Pianista y un Piano, piano solo
- Simurg, piano solo